# 斑點長喉盤魚
斑點長喉盤魚，為輻鰭魚綱鱸形目喉盤魚亞目喉盤魚科的其中一種，分布於東太平洋的加拿大卑詩省夏洛特皇后群島至墨西哥下加利福尼亞半島海域，體長可達7公分，屬底棲性魚類，棲息在潮池。